# Ледник Алтынсарина
Ледник Алтынсарина (каз. Алтынсарин мұздығы) — ледник на северном склоне Джунгарского Алатау, в верховье реки Кора. Основная часть расположена ка склоне вершины Алтынсарина. Длина составляет 1,8 км, в открытой части — 1,3 км, площадь — 1 км². Самая высокая точка ледника 3810 м, самая низкая — 3250 м, высота фирновой линии 3450 м. Объём ледника 0,064 км³; по форме ледник Алтынсарина напоминает полумесяц. Площадь с каждым годом сокращается. В 1950—1952 годах ледник исследован экспедицией сектора географии АН Казахстана. Назван в честь Ибрая Алтынсарина (1952).